# Regulacja językowa
Regulacja językowa – działalność mająca na celu oddziaływanie na stan danego języka (w tym sprawowanie nad nim pieczy), prowadzona przez autorytatywne gremium językowe. Praktycznym wyrazem instytucjonalnej regulacji języka jest przede wszystkim jego kodyfikacja. Regulacja językowa jest z zasady związana ze stratyfikacją języka – regulacji poddawane są ogólnonarodowe języki standardowe, w przeciwieństwie do dialektów, które są odmianami nieregulowanymi. Pokrewne (i czasem utożsamiane) terminy to „planowanie językowe” (language planning) i „polityka językowa”.
Sposób sprawowania regulacji językowej zmienia się na przestrzeni historii, stosownie do kontekstu społecznego i lingwistycznego. Regulacja języka może być umotywowana chęcią ochrony wartości narodowych, odczuwanym zagrożeniem języka czy też chęcią utrzymania „porządku” wewnątrzjęzykowego. Bywa postrzegana jako klucz do podtrzymania egzystencji narodu.
Szereg wątpliwości budzi zasadność regulacji językowej, a także dopuszczalny stopień jej intensywności. Według części autorów regulacja jest zbędna i nieuzasadniona lingwistycznie; wychodzą oni z założenia, że nie należy ingerować w spontaniczny rozwój języka. Spotyka się również opinię, że język standardowy, jako produkt rozwoju społecznego, nie musi podlegać formalnej regulacji; norma komunikacji „wyższej” kształtuje się bowiem w sposób naturalny i arbitralny, podobnie jak normy ubioru. W XX wieku preskryptywne postawy językowe, a wraz z nimi próby regulacji języka, zostały w dużej mierze wyłączone poza zakres zainteresowań językoznawstwa europejskiego, wyraźnie odżegnującego się od wartościowania zmian językowych. Czescy zwolennicy regulacji wskazują jednak na kulturotwórczą funkcję języka, wolę użytkowników języka do zwiększania kultury wypowiedzi, a także potrzebę poszerzania walorów ekspresyjnych języka. Według tych opinii regulacja języka ma umożliwiać odpowiednie ukierunkowanie jego rozwoju, pozwalając na usprawnienie komunikacji i przyswajania języka. W koncepcji Praskiego Koła Lingwistycznego regulacja (kultywacja) języka należy do problematyki tzw. kultury języka, obejmującej ogół zagadnień związanych z dbałością o język.
Większość języków świata nie przeszła procesu planowania językowego i nie podlega standaryzacji. Projekty planowania językowego w odniesieniu do języków nieustandaryzowanych i języków wyłącznie ustnych przybierają rozmaity charakter. Czasem w ramach tych działań za standard uznaje się już istniejącą odmianę językową o „wyższym” statusie (odmianę prestiżową); w innych zaś przypadkach przeprowadzana jest selekcja cech językowych w celu stworzenia nowego, poniekąd sztucznego standardu, który w założeniu powinien zostać przyjęty przez całą społeczność językową. Trzecie podejście zakłada akceptację zróżnicowania wewnętrznojęzykowego i rezygnację z prób promowania jednej konkretnej odmiany języka kosztem innych. Z jednej strony próby standaryzacji językowej mogą być skuteczne i przyczynić się do zwiększenia prestiżu języka, z drugiej – mogą okazać się nieudane i napotkać na opór społeczności, np. ze strony grup posługujących się mniej prestiżowymi dialektami lub w sytuacji gdy promowany standard uchodzi za twór zewnętrzny, niezwiązany z tradycją żadnej z grup użytkowników języka. Niekiedy zabiegi związane z planowaniem i standaryzacją językową osłabiają żywotność rewitalizowanych języków mniejszościowych, obniżając status odmian lokalnych i sprzyjając przerwaniu interakcji w danym języku. W miarę rozwoju piśmiennictwa dąży się do standaryzacji zasad ortografii; niemniej nie w każdej społeczności językowej zakorzenia się oficjalny system pisma. Brak ujednoliconej lub odgórnie regulowanej pisowni jest typowy dla języków o niższym statusie społecznym i języków o słabo ugruntowanej tradycji literackiej.
Wpływ formalnej regulacji na praktykę językową, w tym na kształt ustandaryzowanego języka ogólnego, ma charakter wysoce ograniczony. Nawet autorytatywne słowniki odgrywają minimalną rolę w kształtowaniu zachowań ogółu użytkowników języka; zaobserwowano, że formy niestandardowe utrzymują się w użyciu pomimo podejmowanych interwencji normatywnych. W potocznym obiegu można spotkać mylne przekonanie, jakoby gremia regulacyjne miały moc „dopuszczania” bądź „wprowadzania” form do języka. W rzeczywistości instytucje tego rodzaju mogą doradzać w zakresie stosowania języka, kodyfikować jego normatywną postać; trudno jednak mówić o „zatwierdzaniu” elementów językowych, gdyż język jest społecznym środkiem ekspresji. Regulatorzy angażują się natomiast w ustalanie konwencji ortograficznych, które w odróżnieniu od gramatyki mają charakter zewnętrzny wobec języka; czyni to np. Rada Języka Polskiego.
W niektórych krajach kwestie związane z użyciem języka są regulowane ustawami (takimi jak słowacka ustawa o języku państwowym z 1995 r. lub ustawa o języku polskim z 1999 r.).
W węższym rozumieniu regulacja językowa to ingerencja w praktykę językową mająca na celu wprowadzenie lub wyeliminowanie pewnych świadomych skojarzeń, przeprowadzana zwykle przez instytucje państwowe.